# Flüssigkristalline Elastomere
Flüssigkristalline Elastomere sind eine Klasse von Materialien, die sich mechanisch wie Elastomere verhalten, aber eine flüssigkristalline Struktur aufweisen. Technisch interessant sind sie vor allem, weil einige ihrer Vertreter besondere optische oder ferroelektrische Eigenschaften aufweisen.
Wird ein elektrisches Feld angelegt, verändern sich die Moleküle sowohl in der Gestalt als auch in der Länge. Durch diese Eigenschaften und ihre hohe Langzeitstabilität finden diese Materialien Anwendung als Aktoren, als Komponente künstlicher Muskeln und als piezoelektrische Elemente.
Darüber hinaus gibt es Anwendungen für Flachbildschirme.